# جورج براون (لاعب كرة قدم أسترالية)
جورج براون (بالإنجليزية: George Brown)‏ هو لاعب كرة قدم أسترالية أسترالي، ولد في 14 يوليو 1959.

## وصلات خارجية
- جورج براون على موقع AustralianFootball.com (الإنجليزية)
- جورج براون على موقع AFLtables.com (الإنجليزية)